# Encarnación Gutiérrez Rodríguez
Encarnación Gutiérrez Rodríguez (* 1964 in Kirchenlamitz) ist eine deutsche Soziologin und Professorin mit Schwerpunkt Kultur und Migration an der Goethe-Universität Frankfurt am Main. Von 2013 bis 2022 war sie Professorin für Allgemeine Soziologie an der Justus-Liebig-Universität Gießen, wo sie das Forschungsnetzwerk Queer, Decolonial Feminisms and Cultural Transformation (QDFCT) gründete. Sie ist zudem Visiting Professor an der Chair for Critical Studies in Higher Education Transformation an der Nelson Mandela University in Gqeberha, Südafrika, sowie Faculty Adjunct Professor in Soziologie und Modern Languages and Cultural Studies an der University of Alberta im kanadischen Edmonton. Sie ist Mitglied der DFG-Forschungsgruppe Menschenrechtsdikurse in der Migrationsgesellschaft (MeDiMi) und Teil des wissenschaftlichen Beirats des Maria Sibylla Merian Centre Conviviality-Inequality in Latin America in São Paulo.

## Leben
Gutiérrez Rodríguez ist die Tochter spanischer Arbeitsmigranten. Ihr Vater, Juan José Gutiérrez Cabello wurde 1961 aus Bollullos de la Mitacion für den Bergbau in Oberfranken und ihre Mutter, Josefa Rodríguez Santana, wurde im gleichen Jahr aus Sevilla für die Porzellanfabrik Oscar Schaller & Co. Nachf. angeworben. 1964 kehrten die Eltern nach der Geburt ihrer Tochter nach Spanien, das sich noch unter frankistischer Diktatur befand, zurück. Dort besuchte Gutiérrez Rodríguez eine katholische Mädchenschule. 1972 siedelte die Familie wieder nach Deutschland um und wohnte in Frankfurt am Main, wo die Tochter Abitur machte.
Danach studierte sie Soziologie, Politikwissenschaft und Romanistik (frankophone und lateinamerikanische Studien) an der Johann Wolfgang Goethe-Universität Frankfurt am Main, der Universität Lyon II und der Universidad Central del Ecuador. Sie promovierte im Rahmen des DFG-Graduiertenkollegs Geschlechterverhältnisse und Sozialer Wandel. 1998 schloss sie ihre Promotion in Frankfurt im Fach Soziologie mit der Dissertationsschrift: Jongleurinnen und Seiltänzerinnen. Eine postkoloniale, dekonstruktive Analyse von Biographien im Spannungsverhältnis von Ethnisierung und Vergeschlechtlichung. Sie war Visiting PhD am Center for Cultural Studies an der University of California, Santa Cruz. Vor ihrer Berufung nach Gießen war sie Senior Lecturer für Transkulturelle Studien an der University of Manchester und wissenschaftliche Assistentin am Institut für Soziologie der Universität Hamburg. Außerdem arbeitete sie als Forschungskoordinatorin und Dozentin an der Internationalen Frauenuniversität (IFU) in Hannover. Gutiérrez Rodríguez war Post-Doc Ford Fellow am Feminist Research Institute der University of Alburquerque, USA, Feodor-Lynen Forschungsstipendiantin der Humboldt Stiftung am Centre for Cultural Studies, Goldsmiths, University of London und Research Associate im Women’s Studies Programm der Five Colleges, das sie am Smith College verbrachte. Sie war auch Digital Research Fellow in Mecila - Maria Sibylla Merian Centre Conviviality-Inequality in Latin America.
1999 erhielt sie für ihre Doktorarbeit den Augsburger Wissenschaftspreis für Interkulturelle Studien.

## Forschungsschwerpunkte
Ihre Lehr- und Forschungsschwerpunkte sind nach eigenen Angaben „Fragen globaler Ungleichheiten und ihrer lokalen Ausprägung, insbesondere in Deutschland, Spanien und dem Vereinigten Königreich“ sowie „postmarxistische und dekoloniale Perspektiven auf feministische und queere Epistemologie und ihre Anwendung auf die Bereiche Migration, Arbeit und Kultur.“

## Schriften (Auswahl)
- Decolonial Mourning and the Caring Commons. Migration-Coloniality Necropolitics and Conviviality Infrastructure. Anthem Press 2023; Cambridge University Press 2024, ISBN 978-1-839-988783; ISBN 978-1-839-988790.

- Mit Shirley Anne Tate, The Palgrave Handbook of Critical Race and Gender. Palgrave, 2022, ISBN 978-3-030-83946-8.

- Mit Pinar Tuzcu: Migrantischer Feminismus in der Frauen:bewegung in Deutschland (1985–2000). edition assemblage, Münster 2021, ISBN 978-3-96042-108-5.
- Herausgegeben mit Rhoda Reddock: Decolonial Perspectives on Entangled Inequalities. Europe and The Caribbean. Anthem Studies, 2021, ISBN 978-1-78527-695-8.
- Mit Shirley Anne Tate: Creolizing Europe. Legacies and Transformations. Liverpool University Press, 2015, ISBN 978-1-78138-171-7.
- Als Herausgeberin mit Hito Steyerl: Spricht die Subalterne deutsch? Migration und postkoloniale Kritik. 2. Auflage, Unrast, 2012, ISBN 978-3-89771-425-0.
- Migration, Domestic Work and Affect. A Decolonial Approach on Value and the Feminization of Labor. Routledge,  2011, ISBN 978-0-415-80763-0.
- Mit Manuela Boatcă und Sérgio Costa: Decolonizing European Sociology. Transdisciplinary Approaches. Routledge, 2010, ISBN 978-1-138-24971-4.
- Als Herausgeberin mit Marianne Pieper: Gouvernementalität. Ein sozialwissenschaftliches Konzept in Anschluss an Foucault. Campus, 2003, ISBN 978-3-593-37366-9.
- Intellektuelle Migrantinnen – Subjektivitäten im Zeitalter von Globalisierung. Eine postkoloniale dekonstruktive Analyse von Biographien im Spannungsverhältnis von Ethnisierung und Vergeschlechtlichung. Leske und Budrich, 1999, ISBN 978-3-8100-2398-8 (zugleich Dissertationsschrift, Universität Frankfurt am Main 1998).